# Монтеређо (Маса-Карара)
Монтеређо је насеље у Италији у округу Маса-Карара, региону Тоскана.
Према процени из 2011. у насељу је живело 42 становника. Насеље се налази на надморској висини од 630 м.